# Saison 1989-1990 de l'Élan sportif chalonnais
Saison 1989-1990 de l'Élan chalon en Nationale 3, avec une première place et une accession en Nationale 2.

## Effectifs
| Nationalité | Joueur             | Taille |
| ----------- | ------------------ | ------ |
|             | Laurent Boudias    | 1,86 m |
|             | Dominique Pierotti | 1,86 m |
|             | Fabrice Quiblier   | 1,78 m |
|             | Gilles Bouvier     | 1,83 m |
|             | Pascal Bourgeois   | 1,90 m |
|             | Michel Cogne       |        |
|             | Cyril Vincent      | 1,88 m |
|             | Thierry Schell     | 2,00 m |
|             | Mario Couchy       | 1,98 m |
|             | Lonnie Camper      | 2,03 m |
|             | Fred Piper         | 2,04 m |

- Entraineur :  Michel Cogne

## Matchs

### Matchs amicaux
Avant saison
- Chalon-sur-Saône / Dieppe : 72-55[1]
- Autun / Chalon-sur-Saône : 93-83[2]
- Chalon-sur-Saône / Vaulx-en-Velin : 99-61[3]

Après saison
- Chalon-sur-Saône / Selection américaine : 95-126[4]

### Championnat

#### Matchs aller
- Remiremont / Chalon-sur-Saône : 65-66[5]
- Chalon-sur-Saône / CSL Dijon : 80-85[6]
- Jœuf / Chalon-sur-Saône : 87-94[7]
- Chalon-sur-Saône / Schiltigheim : 96-93[8]
- AS Strasbourg / Chalon-sur-Saône : 92-87[9]
- PTT Nancy / Chalon-sur-Saône : 78-84[10]
- Chalon-sur-Saône / Souffelweyersheim : 93-86[11]
- Illfurth / Chalon-sur-Saône : 80-82[12]
- Schirrhein / Chalon-sur-Saône : 87-98[13]
- Chalon-sur-Saône / Bata : 104-80[14]

#### Matchs retour
- Chalon-sur-Saône / Remiremont : 93-74[15]
- CSL Dijon / Chalon-sur-Saône : 61-70[16]
- Chalon-sur-Saône / Jœuf : 80-67[17]
- Schiltigheim / Chalon-sur-Saône : 81-89[18]
- Chalon-sur-Saône / AS Strasbourg : 79-71[19]
- Chalon-sur-Saône / PTT Nancy : 87-68[20]
- Souffelweyersheim / Chalon-sur-Saône : 74-76[21]
- Chalon-sur-Saône / Schirrhein : 98-75[22]
- Bata / Chalon-sur-Saône : 80-83[23]
- Chalon-sur-Saône / Illfurth : 119-103[24]

### Play-off
Quart de finale
- Le Vésinet / Chalon-sur-Saône : 99-106[25],[26]
- Chalon-sur-Saône / Le Vesinet : 95-113 (Après Prolongation)[25],[26]

### Coupe de Franceamateur
- Saint-Genis-Laval / Chalon-sur-Saône : 60-78[27]
- Oullins / Chalon-sur-Saône : 74-87[28]
- Chalon-sur-Saône / Feurs : 102-82[29]
- Chalon-sur-Saône / CRO Lyon : 74-106[30]

## Bilan
Les Chalonnais finissent premiers de leur poule avec 18 victoires pour 2 défaites et montent en Nationale 2 à l'issue d'une victoire chalonnaise contre le PTT Nancy.

## Sources
- Le Journal de Saône-et-Loire
- « Élan Chalon (20 ans de championnat de France) », supplément du Journal de Saône-et-Loire.